# 独唱 (ライブ)
独唱（どくしょう）とは、ロックバンドrice、Raphaelのボーカル櫻井有紀による単独公演である。

## 概要
アコースティックバージョンにアレンジしたriceの楽曲を中心に、カバー曲を織り交ぜながらピアノ弾き語りでの単独公演を行っている。公演によってピアニスト、ギタリスト、ボーカリスト、ベーシスト、カルテットを迎える。
これまで4枚のCDを発売。